# Robert Beielstein

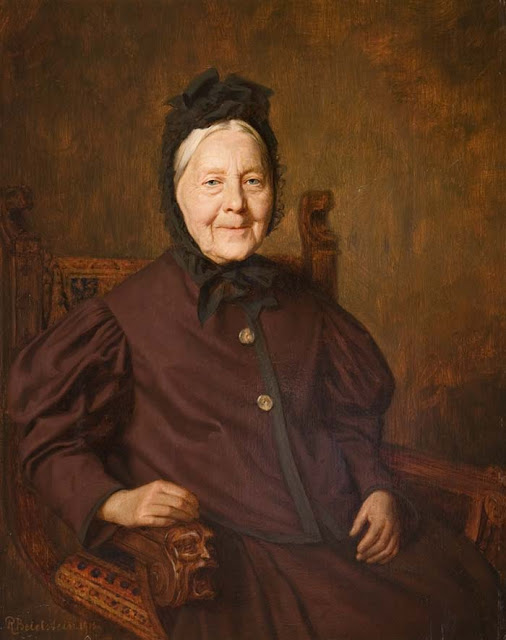
Damenporträt

Karl Robert Beielstein (* 4. Dezember 1859 in Bochum; † 1933 in Berlin) war ein deutscher Porträt-, Tier- und Genremaler.

## Leben
Geboren als Sohn des Klempnermeisters Wilhelm Beielstein und seiner Ehefrau Helene, studierte Robert Beielstein an der Kunstakademie Düsseldorf 1876/77 in der Elementarklasse bei Andreas Müller und Heinrich Lauenstein, 1877 bis 1879 in der Naturzeichenklasse bei Johann Peter Theodor Janssen und in der Antikenklasse bei Carl Müller. Ab 1879 besuchte er die Malklassen von Julius Roeting und Eduard von Gebhardt, die Landschafterklasse bei Eugen Dücker und schließlich 1880 die „Vereinigte Malklasse“ von Roeting und von Gebhardt.
Er setzte sein Studium ab dem 14. April 1883 an der Königlichen Akademie der Künste in München fort. Nach dem Studium ließ er sich in München nieder. 1891 heiratete er in Berlin Anna Bertha Eugenia Finkner aus Belgard (* 7. Mai 1870 in Belgard). und war fortan in Berlin tätig, wo er auch an den Ausstellungen der Kgl. Akademie bzw. der Großen Berliner Kunstausstellung teilnahm. Er wurde vor allem als Pferdemaler bekannt, malte aber auch weitere Kompositionen mit Tieren, figürliche Szenen und vor allem Bildnisse.

## Ausstellungen (Beteiligung)
- LXIII. Ausstellung der K. Akademie der Künste zu Berlin im Landes-Ausstellungsgebäude am Lehrter Bahnhof. 15. Mai bis 31. Juli 1892. Rud. Schuster, Berlin 1892, S. 5: Robert Beielstein, Berlin / [Nr.] 74. Damenporträt (https://archive.org/details/bub_gb_adBIAQAAIAAJ/page/n3).
- Große Berliner Kunstausstellung 1901: Nr. 71. Herrenbildnis, Nr. 72. Knabenbildnis; 1902: Nr. 65. Damenbildnis, Nr. 66. Großmutter; 1904 (Berlin, Zimmerstr. 96): Nr. 55. Bildnis des Herrn Malers Michael Adam;[6] 1906: Nr. 61. Bildnis des Herrn Sch.

## Werke (Auswahl)
- Auf dem Heimweg, 1903; Öl/Lwd., 53 × 86,5 cm
- Kartoffelernte, 1910; Öl/Lwd., 35 × 49 cm
- Alte Dame im Armlehnstuhl (Damenporträt), 1915; Öl/Holz, 35 × 28 cm; ausgestellt:  Große Berliner Kunstausstellung 1916
- Der Derby-Gewinner 1918, 1919; Öl/Lwd., 52 × 67 cm
- Jockey auf seinem Pferd, 1919;  Öl/Lwd., 52,5 × 67,5 cm
- Braunes Rennpferd im Stall, 1921; Öl/Lwd., 45 × 60 cm
- Doppelbildnis, 1922; Öl/Lwd., 98 × 123 cm
- Stehender Knabe in Tracht, 1923; Öl/Lwd., 110 × 68 cm
- Rappe; Öl/Lwd., 45 × 60 cm